# US Avellino 1912
Unione Sportiva Avellino 1912, zkráceně jen Avellino je italský fotbalový klub hrající v sezóně 2024/25 ve 3. italské fotbalové lize sídlící ve městě Avellino v regionu Kampánie. 
Klub byl založen 31. srpna 1912 jako Unione Sportiva Calcistica Avellinese. Za více než svoji stoletou historii změnil několikrát jméno a taky 3krát vyhlásil bankrot. Bylo to v rocích 1940, 2009 a 2018. Hraje na hřišti Stadio Partenio-Adriano Lombardi s kapacitou 10 200 diváků.
Nejvyšší soutěž si poprvé zahráli v sezoně 1978/79 a hráli ji až do sezony 1987/88. Od téhle chvíle se už nikdy do nejvyšší soutěže nepodívali.

## Změny názvu klubu
- 1912/13 – 1918/19 – USC Avellinese (Unione Sportiva Calcistica Avellinese)
- 1919/20 – 1922/23 – AS Avellinese (Associazione Sportiva Avellinese)
- 1923/24 – 1926/27 – ULC Avellinesi (Unione Liberi Calciatori Avellinesi)
- 1927/28 – 1931/32 – AS Avellinese (Associazione Sportiva Avellinese)
- 1932/33 – 1933/34 – AS Avellino (Associazione Sportiva Avellino)
- 1934/35 – 1936/37 – FS Avellino (Federazione Sportiva Avellino)
- 1937/38 – 1939/40 – GUF Avellino (Gioventù Universitaria Fascista Avellino)
- 1940/41 – 1941/42 – CC Avellino (Costanzo Ciano Avellino)
- 1942/43 – 1943/44 – GIL Avellino (Gioventù Italiana del Littorio Avellino)
- 1944/45 – 2008/09 – US Avellino (Unione Sportiva Avellino)
- 2009/10 – Avellino Calcio.12 SSD (Avellino Calcio.12 Società Sportiva Dilettantistica)
- 2010/11 – 2014/15 – AS Avellino 1912 (Associazione Sportiva Avellino 1912)
- 2015/16 – 2017/18 – US Avellino 1912 (Unione Sportiva Avellino 1912)
- 2018/19 – Calcio Avellino SSD (Calcio Avellino Società Sportiva Dilettantistica)
- 2019/20 – US Avellino 1912 (Unione Sportiva Avellino 1912)

## Získané trofeje

### Vyhrané domácí soutěže
- 3. italská liga (3×)

1972/73, 2002/03, 2012/13
- 4. italská liga (3×)

1961/62, 1963/64, 2018/19,

## Účast v ligách
| Úroveň soutěže | Název soutěže (nynější název) | První hraná sezona | Poslední hraná sezona | celkem odehraných sezon |
| -------------- | ----------------------------- | ------------------ | --------------------- | ----------------------- |
| 1              | Serie A                       | 1978/79            | 1987/88               | 10                      |
| 2              | Serie B                       | 1973/74            | 2017/18               | 19                      |
| 3              | Serie C                       | 1945/46            | 2024/25               | 37                      |
| 4              | Serie D                       | 1949/50            | 2018/19               | 13                      |
| 5              | Eccellenza                    | 2009/10            | 2009/10               | 1                       |

Historická tabulka Serie A od sezony 1929/30 do 2023/24.
| Celkové místo | Odehraných sezon | Celkem bodů | Celkem zápasů | Celkem výher | Celkem remíz | Celkem proher | Celkové skore |
| ------------- | ---------------- | ----------- | ------------- | ------------ | ------------ | ------------- | ------------- |
| 43            | 10               | 264         | 300           | 79           | 111          | 110           | 268:338       |

## Fotbalisté

### Historické statistiky
| Počet utkání | Počet utkání       | Počet utkání |  | Počet branek | Počet branek        | Počet branek |
| Pořadí       | Jméno              | Počet        |  | Pořadí       | Jméno               | Počet        |
| 1.           | Angelo D'Angelo    | 251          |  | 1.           | Luigi Castaldo      | 65           |
| 2.           | Simone Paolo Puleo | 246          |  | 2.           | Raffaele Biancolino | 52           |
| 3.           | Elio Grappone      | 230          |  | 3.           | Carmine Ricciardi   | 50           |
| 4.           | Armo Agosto        | 216          |  | 4.           | Livio Gennari       | 50           |
| 5.           | Luigi Castaldo     | 193          |  | 5.           | Nando Del Gaudio    | 47           |

### Rekordní přestupy
| Nákup  | Nákup               | Nákup     | Nákup    | Nákup           |  | Prodej | Prodej             | Prodej    | Prodej     | Prodej         |
| Pořadí | Jméno               | sezona    | klub     | částka          |  | Pořadí | Jméno              | sezona    | klub       | částka         |
| 1.     | Benjamin Mokulu     | 2014/2015 | Mechelen | 1 mil. Euro     |  | 1.     | Ramón Díaz         | 1986/1987 | Fiorentina | 5 mil. Euro    |
| 2.     | Ramón Díaz          | 1983/1984 | Neapol   | 0,850 mil. Euro |  | 2.     | Fernando De Napoli | 1986/1987 | Neapol     | 3 mil. Euro    |
| 3.     | Marcello Trotta     | 2015/2015 | Fulham   | 0,7 mil. Euro   |  | 3.     | Marcello Trotta    | 2015/2016 | Sassuolo   | 2,8 mil. Euro  |
| 4.     | Gerónimo Barbadillo | 1982/1983 | Tigres   | 0,5 mil. Euro   |  | 2.     | Angelo Alessio     | 1987/1988 | Juventus   | 2,58 mil. Euro |
| 5.     | Raffaele De Martino | 2008/2009 | Udinese  | 0,4 mil. Euro   |  | 3.     | Benjamino Vignola  | 1983/1984 | Juventus   | 2 mil. Euro    |

## Na velkých turnajích

### Účastník Mistrovství světa
- Fernando De Napoli (MS 1986)

### Účastník Afrického poháru národů
- Idrissa Camará (APN 2017)

## Česká stopa

### Trenér
- Zdeněk Zeman (2003/04)

### Hráč
- Milan Nitrianský (2015/16)